# Wilkowyja (województwo mazowieckie)
Wilkowyja – wieś sołecka w Polsce położona w województwie mazowieckim, w powiecie garwolińskim, w gminie Garwolin. 
| SIMC    | Nazwa                | Rodzaj    |
| ------- | -------------------- | --------- |
| 0671415 | Granica              | część wsi |
| 0671421 | Stara Wilkowyja      | część wsi |
| 0671438 | Wilkowyja Podłużna   | część wsi |
| 0671444 | Wilkowyja Poprzeczna | część wsi |

Wieś królewska położona była w drugiej połowie XVI wieku w powiecie garwolińskim  ziemi czerskiej województwa mazowieckiego. W latach 1975–1998 miejscowość należała administracyjnie do województwa siedleckiego. 
Wierni Kościoła rzymskokatolickiego należą do parafii św. Izydora w Marianowie.